# Edelsbach bei Feldbach
Edelsbach bei Feldbach osztrák község Stájerország Délkelet-stájerországi járásában. 2017 januárjában 1334 lakosa volt. 

## Elhelyezkedése

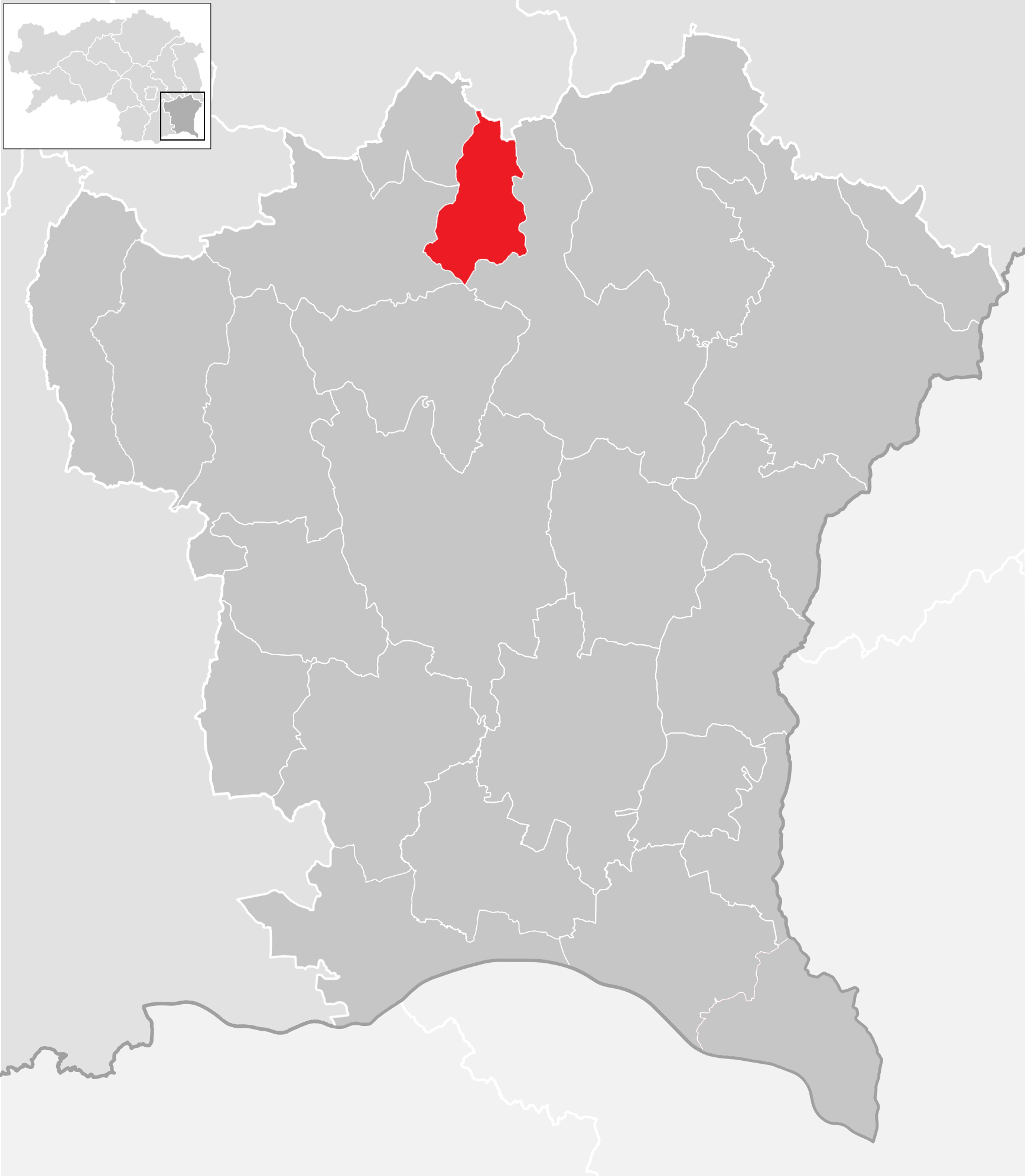
Edelsbach bei Feldbach a Délkelet-stájerországi járásban

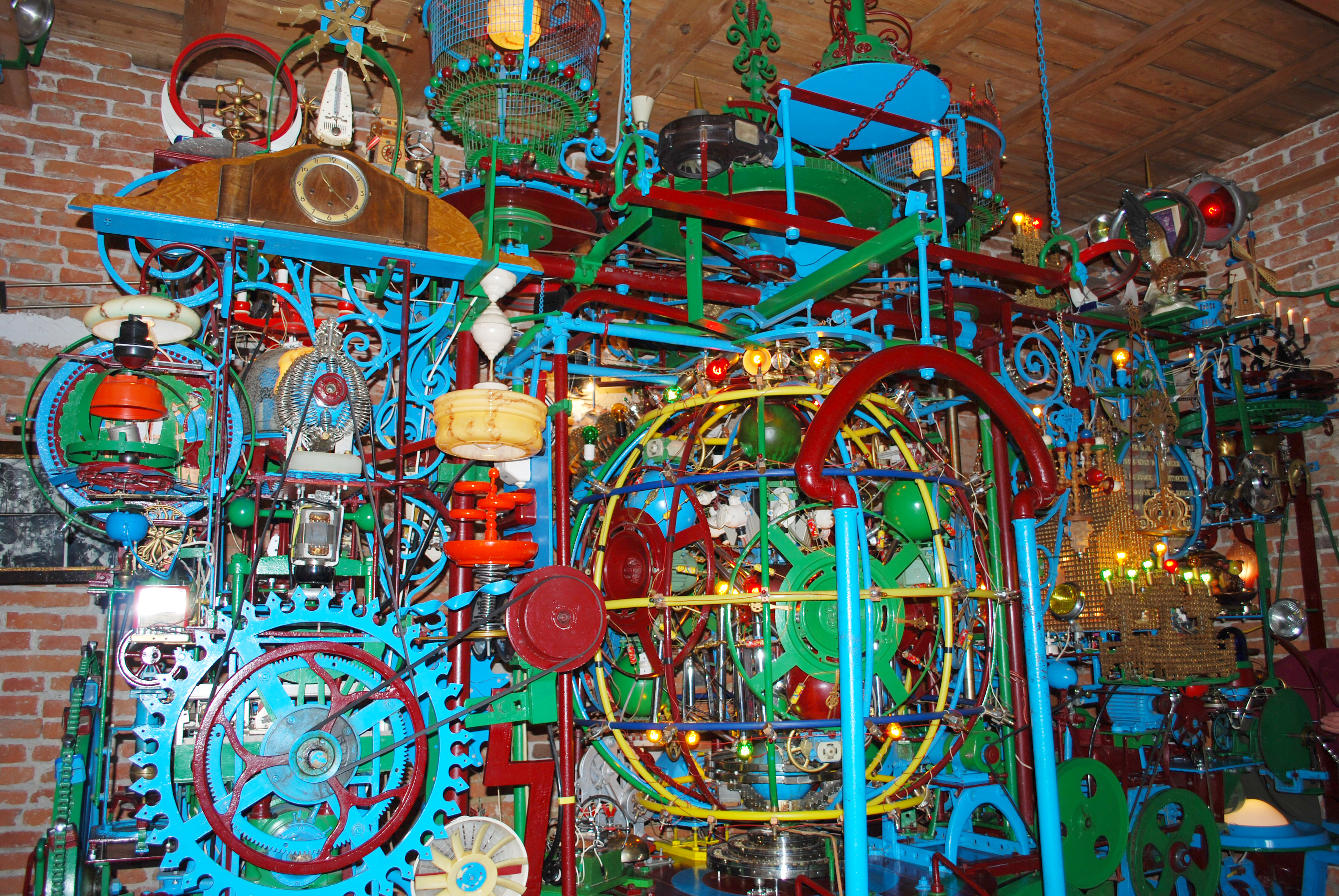
Franz Gsellmann Világgépe

Edelsbach bei Feldbach a Kelet-Stájerország régióban, a Keletstájer-dombvidéken fekszik, a Rába bal oldali mellékfolyója, az Edelsbach mentén, mintegy 32 km-re keletre Graztól. Az önkormányzat 3 települést egyesít, valamennyit a saját katasztrális községében: Edelsbach bei Feldbach (719 lakos), Kaag (202 lakos) és Rohr an der Raab (442 lakos).
A környező önkormányzatok: délkeletre Feldbach, délre Paldau, nyugatra Kirchberg an der Raab, északnyugatra Eichkögl, északra Markt Hartmannsdorf.

## Története
Edelsbachot régebben Erlenbachnak hívták, a folyó menti égeresek után (Erlenbach=Égerpatak).
Edelsbachnak régebben vára volt a mai Schlossbergen ("Várhegy"), a von Edelsbach család székhelye. A várat árok vette körbe és feltehetően csak egy toronyból és egy lakóépületből állott. A gazdasági épületeket a falon kívül helyezték el. A 13-14. században Rohrban is megépült az Aheim-kastély. Az Aheimek a salzburgi érsek csatlósai voltak, akik Stájerországba költöztek. Az épület többször is tulajdonost cserélt, majd 1679-ben a kirchbergi uradalomhoz került és udvarházzá minősült vissza. Aheim 1696-tól lakatlanul állt és fokozatosan romba dőlt. A birtok utolsó tulajdonosai, a Liechtenstein hercegek 1824-ben adták el a itteni földjeiket. 
1951-ben a szomszédos Kaag, 1968-ban pedig Rohr községeket egyesítették Edelsbach önkormányzatával. 

## Lakosság
Az Edelsbach bei Feldbach-i önkormányzat területén 2017 januárjában 1334 fő élt. A lakosságszám az utóbbi száz évben folyamatosan 1300 körül ingadozott. 2015-ben a helybeliek 96,8%-a volt osztrák állampolgár; a külföldiek közül 0,9% a régi (2004 előtti), 0,9% az új EU-tagállamokból érkezett. 0,3% a volt Jugoszlávia (Szlovénia és Horvátország nélkül) vagy Törökország, 1,1% egyéb országok polgára. 2001-ben a lakosok 96,4%-a római katolikusnak, 0,5% evangélikusnak, 1,8% pedig felekezet nélkülinek vallotta magát. 

## Látnivalók
- az Idősebb Szt. Jakab-plébániatemplom
- Franz Gsellmann Világgépe
- áprilisi tulipánfesztivál

## Testvértelepülések
- Magyarpolány (Magyarország)

Edelsbach látképe

## Fordítás
- Ez a szócikk részben vagy egészben  az   Edelsbach bei Feldbach című német Wikipédia-szócikk ezen változatának fordításán alapul.  Az eredeti cikk szerkesztőit annak laptörténete sorolja fel. Ez a jelzés csupán a megfogalmazás eredetét és a szerzői jogokat jelzi, nem szolgál a cikkben szereplő információk forrásmegjelöléseként.